# Patriarcha antiochijský
Patriarcha Antiochie je tradiční titul držený biskupem Antiochie (dnešní Antakya, Turecko). Jako tradiční „dohlížitel“ (ἐπίσκοπος, episkopos, z něhož je odvozeno slovo biskup) první křesťanské komunity nežidů, mělo toto postavení v paulínském křesťanství prvořadý význam od jeho nejstaršího období. Tato diecéze je jednou z mála, pro kterou se dochovala jména jejích biskupů z apoštolských počátků. Dnes pět církví používá titul patriarchy Antiochie: jedna orientální ortodoxní (syrská pravoslavná církev); tři východní katolické (maronitská, syrská katolická a melchitská řeckokatolická církev); a jeden pravoslavný (pravoslavný patriarchát antiochijský).

## Historie
V průběhu staletí se objevily rozdíly mezi církví na Východě a Západě, jako například používání nekvašeného chleba pro eucharistii na Západě nebo přidání filioque k Nicejskému vyznání víry papežem Sergiem IV. Výsledné schizma, známé jako Velké schizma, bylo často datováno k misi kardinála Humberta do Konstantinopole z roku 1054, kdy Humbert exkomunikoval (neplatně) konstantinopolského patriarchu, Michaela I. Cerularia, který na oplátku exkomunikoval papeže a odstranil jej z diptychů. Následně dvě hlavní křesťanská těla přerušila společenství a stala se dvěma frakcemi: Jedna frakce, nyní identifikovaná jako katolická církev, reprezentovala latinský Západ pod vedením papeže; druhá frakce, nyní identifikovaná jako východní pravoslavná církev, reprezentovala řecký východ pod kolegiální autoritou patriarchů Antiochie, Jeruzaléma, Konstantinopole a Alexandrie. O tomto rozkolu se však tehdy nejspíše vědělo jen u vyšších kleriků, kteří mu buď přikládali malý význam, nebo očekávali jeho brzké překonání.

## Nárokování titulu
Dnes vznáší pět církví nárok na titul patriarchy Antiochie; tři z nich jsou autonomní východní katolické partikulární církve v plném společenství s římským papežem. Všech pět se považuje za součást antiochénského dědictví a nárokuje si právo na Antiochijský stolec prostřednictvím apoštolské posloupnosti, ačkoli žádný v současnosti nemá sídlo ve městě Antakya. Tato rozmanitost patriarchů Antiochie, stejně jako jejich faktická nepřítomnost v Antiochii, odráží neklidnou historii křesťanství v regionu, který byl poznamenán bratrovražednými boji a pronásledováním, zejména od doby započetí šíření islámu. Křesťanská populace na původních územích antiochijských patriarchů byla skutečně téměř eliminována asimilací a vyhnáním, přičemž současní křesťané v regionu tvoří malou menšinu.

## Držitelé titulu
- Ignác Afrém II., patriarcha Antiochie a celého Východu. Je nejvyšší hlavou Syrské pravoslavné církve, která je součástí východního pravoslavného společenství a používá antiochénskou liturgii. Jeho sídlo sídlí v Damašku.
- Ignatius Joseph III Yonan, patriarcha Antiochie a celého východu Syřanů. Ignace Joseph III je hierarchou Syrské katolické církve, východní katolické církve, která je v plném společenství se Svatým stolcem římskokatolické církve ve Vatikánu a používá antiochénskou liturgii. See sídlí v Bejrútu.
- Bechara Boutros Rahi, maronitský patriarcha Antiochie a celé Levanty. Maronitská církev je východní katolická církev, která je v plném společenství s římskokatolickou církví a používá maronitskou liturgii. Jeho sídlo sídlí v Bkerké v Libanonu.
- Jan X. z Antiochie byl 17. prosince 2012 zvolen řeckým ortodoxním patriarchou Antiochie a celého Východu. Jan X. je vůdce Antiochijské pravoslavné církve (patriarchátu), a tak je jeden z hlavních hierarchů v pravoslaví. Jeho sídlo sídlí v Damašku a užívá byzantskou liturgii.[2]
- Joseph Absi, patriarcha Antiochie a celého Východu, Alexandrie a Jeruzaléma řeckých Melchitů. Je hierarchou Melchitské řeckokatolické církve, východní katolické církve, která je v plném společenství s římskokatolickou církví a používá byzantskou liturgii. Jeho sídlo sídlí v Damašku.